# Petr Kolař
Petr Kolař (* 6. dubna 1968 Prostějov) je český varhaník koncertní a chrámový a regenschori v katedrále sv. Petra a Pavla v Brně, pedagog na Konzervatoři Brno a Janáčkově akademii múzických umění, také sbormistr a dirigent.

## Studia
Varhanní hru vystudoval na Konzervatoři Brno (1982–1988) u Vratislava Bělského a Zdeňka Nováčka a následně (1988–1993) na Hudební fakultě Janáčkovy akademie múzických umění (JAMU) v Brně, kde byl žákem Aleny Veselé. Zúčastnil mistrovských kurzů Michaela Radulescu ve Vídni, Martina Haselböcka v Lübecku, cembalisty Stanislava Hellera v Brně ad. Během studií získal 2. místo na Soutěži mladých varhaníků v Opavě  (1986), 3. místo a titul laureáta na mezinárodní soutěži Pražské jaro a 2. místo v Interpretační soutěži ČSR v Brně (1989) a zvítězil v mezinárodní soutěži Alberta Schweitzera v nizozemském Deventeru (1991).

## Umělecké a pedagogické působení
Už během konzervatorních studií vyučoval v rodném Prostějově na Lidové škole umění Vladimíra Ambrose, řídil pěvecký sbor Schola cantorum (1986–1996) a byl varhaníkem v kostele sv. Jana Nepomuckého (1988–1990). V letech 1990–1998 byl ředitelem kůru a varhaníkem baziliky Nanebevzetí Panny Marie na Starém Brně. V letech 1995–2002 byl sbormistrem Zpěvohry Národního divadla Brno. Od roku 1998 je ředitelem kůru a hlavním varhaníkem brněnské katedrály sv. Petra a Pavla, řídí také Brněnský katedrální  sbor Magnificat. Od roku 2000 působí pedagogicky na Konzervatoři Brno. Od roku 2001 je sbormistrem Brněnského filharmonického sboru Beseda brněnská, který roku 1860 založil Pavel Křížkovský a v jehož čele stál 12 let Leoš Janáček, čestnými členy byli Antonín Dvořák a Bedřich Smetana. Na Hudební fakultě JAMU působil jako pedagog oboru duchovní hudba (1993–2000), od podzimu 2022 jako pedagog hry na varhany.
Vyvíjí bohatou koncertní činnost jako sólista a ve spolupráci se sólisty pěveckými (mj. se synem Richardem, tenoristou), instrumentálními a předními orchestry a sbory na samostatných koncertech a festivalech v České republice a v zahraničí. Představil se v mnoha zemích Evropy a v Číně. Ve světové premiéře uvedl kompozice brněnských skladatelů Pavla Zemka Nováka, Zdeňka Pololáníka, Milana Slimáčka aj. Za svoji rozsáhlou uměleckou činnost získal ocenění Medaili sv. Cyrila a Metoděje (2013), Cenu Jana Václava Stamice (Johann-Wenzel-Stamitz Preis, 2019 udělena Uměleckým sdružením Esslingen) a Medaili sv. Petra a Pavla (2020).

## Další aktivity
Během návštěvy papeže Benedikta XVI. v Brně v roce 2009 dirigoval hudbu při slavnostní bohoslužbě na místním letišti.
Je členem předsednictva sdružení Musica sacra, sdružení chrámových hudebníků v České republice. Jako renomovaný interpret a zkušený pedagog je zván do porot varhanních interpretačních soutěží.
Rovněž je členem grantové komise Nadace ČHF Praha. Založil festival Varhanní léto na Petrově a vytváří jeho dramaturgii. Při katedrále spolu s farností organizuje benefiční koncerty. Spolupracuje na benefičních projektech, jako jsou např. adventní koncerty pro Club Niederösterreich, organizaci Apla a Adventní koncerty České televize.